# Marione Fourie
Marione Fourie (30 aprile 2002) è un'ostacolista sudafricana.

## Record nazionali
Senior
- 60 metri ostacoli indoor: 7"91 ( Lussemburgo, 19 gennaio 2025)
- 100 metri ostacoli: 12"49 ( Hengelo, 7 luglio 2024)

Juniores (under 20):
- Staffetta 4x100 m indoor: 3'31"93 ( Nairobi, 22 agosto 2021) (Marione Fourie, Charlize Eilerd, Kayla La Grange, Viwe Jingqi)

## Progressione

### 100 metri ostacoli
| Stagione | Misura | Luogo             | Data      | Rank. Mond. |
| -------- | ------ | ----------------- | --------- | ----------- |
| 2025     | 12"62  | Xiamen            | 26-4-2025 |             |
| 2024     | 12"49  | Hengelo           | 7-7-2024  |             |
| 2023     | 12"55  | La Chaux-de-Fonds | 2-7-2023  |             |
| 2022     | 12"93  | Johannesburg      | 13-4-2022 |             |
| 2021     | 13"47  | Paarl             | 10-4-2021 |             |

## Palmarès
| Anno                            | Manifestazione          | Sede         | Evento   | Risultato  | Prestazione | Note        |
| ------------------------------- | ----------------------- | ------------ | -------- | ---------- | ----------- | ----------- |
| In rappresentanza del Sudafrica |                         |              |          |            |             |             |
| 2021                            | Mondiali U20            | Nairobi      | 100 m hs | Semifinale | 13"60       |             |
| 2021                            | Mondiali U20            | Nairobi      | 4x100 m  | 6ª         | 45"05       |             |
| 2022                            | Campionati africani     | Saint-Pierre | 100 m hs | Bronzo     | 12"93       | [ 1 ]       |
| 2022                            | Mondiali                | Eugene       | 100 m hs | Semifinale | 12"93       | =           |
| 2022                            | Giochi del Commonwealth | Birmingham   | 100 m hs | Batteria   | 13"04       |             |
| 2023                            | Mondiali                | Budapest     | 100 m hs | Semifinale | 12"89       | [ 2 ] [ 3 ] |
| 2024                            | Campionati africani     | Douala       | 100 m hs | Argento    | 12"74       |             |
| 2024                            | Olimpiade               | Parigi       | 100 m hs | Semifinale | 13"01       | [ 4 ]       |

## Campionati nazionali
- 4 volte campionessa nazionale sudafricana dei 100 metri ostacoli (2021, 2022, 2023, 2024)

2021
- Oro ai campionati sudafricani (Pretoria) - 100 metri hs - 13"54

2022
- Oro ai campionati sudafricani (Città del Capo) - 100 metri hs - 13"43

2023
- Oro ai campionati sudafricani (Potchefstroom) - 100 metri hs - 12"98

2024
- Oro ai campionati sudafricani (Pietermaritzburg) - 100 metri hs - 12"92

## Altre competizioni internazionali
2025
- Bronzo allo Xiamen Diamond League ( Xiamen), 100 m hs - 12"62
- Bronzo al Shanghai Diamond League ( Shaoxing), 100 m hs - 12"62